# Teilhardina
Teilhardina fue un primate semejante a los titís (subfamilia Callitrichinae) que vivió en Europa, América y Asia desde finales del Paleoceno hasta mediados del Eoceno, entre hace 56 y 47 millones de años. El paleontólogo George Gaylord Simpson lo denominó en honor del paleontólogo y filósofo jesuita Teilhard de Chardin. Se conocen varias especies.

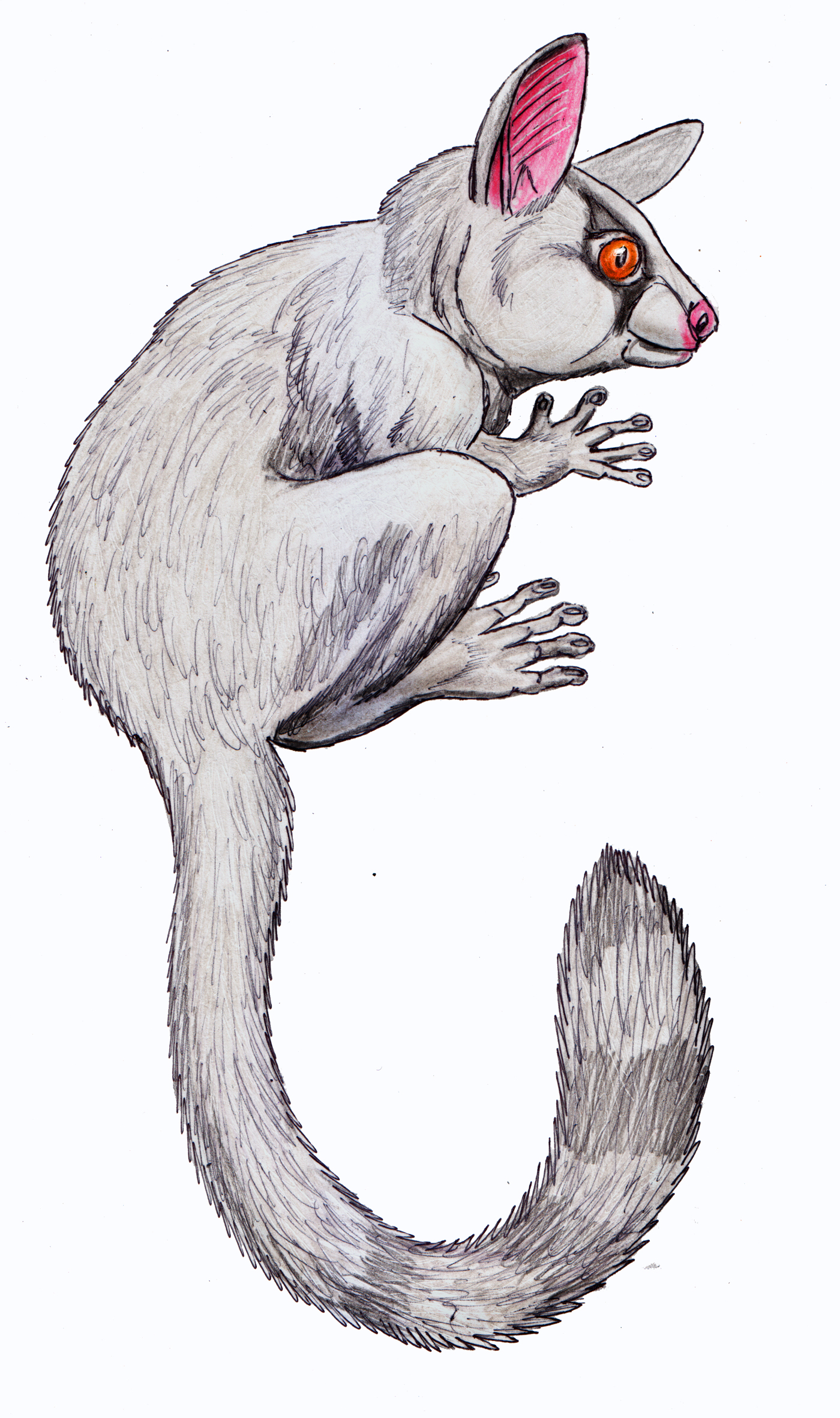
Recreación.

La clasificación de este género es incierta y es considerado como polifilético. Dos especies (T. belgica y T. asiatica) parecen ser haplorrinos, relacionados igualmente a los ancestros de los modernos tarseros y simios, y el género debería incluir estas dos especies únicamente. Los otros parecen ser omomídeos anaptomorfinos (más relacionados con los Tarsius o tarseros que con los simios y deberían se incluidos en un nuevo género.